# Угледар
Угледа́р (укр. Вугледа́р) — город в Волновахском районе Донецкой области Украины, административный центр Угледарской городской общины. До 2020 года был городом областного значения.
Полностью разрушен в результате российского вторжения на Украину. В 2022—2024 годах, в ходе боев за город, ВС РФ провели серию неудачных наступлений, обернувшихся для них большими потерями. 1 октября 2024 года город был захвачен российскими войсками.

## Население
| Год  | Количество жителей |
| ---- | ------------------ |
| 1970 | 2179               |
| 1979 | 7382               |
| 1987 | 15 300             |
| 1989 | 18 658             |
| 1991 | 19 800             |
| 1992 | 20 500             |
| 1994 | 21 000             |
| 1996 | 20 100             |
| 1998 | 19 200             |
| 2000 | 18 500             |
| 2002 | 17 440             |
| 2003 | 16 918             |
| 2004 | 16 580             |
| 2005 | 16 286             |
| 2006 | 16 068             |
| 2007 | 15 886             |
| 2008 | 15 785             |
| 2009 | 15 696             |
| 2010 | 15 641             |
| 2011 | 15 497             |
| 2012 | 15 477             |
| 2013 | 15 357             |
| 2014 | 15 294             |
| 2015 | 15 267             |
| 2021 | <14 000            |
| 2023 | <100               |
| 2024 | 107                |

Рождаемость — 7,9 на 1000 человек, смертность — 10,2, естественная убыль — −2,3, сальдо миграции отрицательное (−17,8 на 1000 человек). Численность работоспособного населения — 5,42 тыс. человек (2008).
Национальный состав города по данным переписи населения 2001 года:
| N     | Национальность | Количество | Уд. вес (%) |
| ----- | -------------- | ---------- | ----------- |
| 1     | Украинцы       | 11 060     | 63,14       |
| 2     | Русские        | 5790       | 33,05       |
| 3     | Белорусы       | 168        | 0,96        |
| Всего | Всего          | 17 518     | 100,00      |

### Языковой состав
Родной язык населения по данным переписи 2001 года:
| Язык       | Численность, чел. | Доля     |
| ---------- | ----------------- | -------- |
| Русский    | 12 402            | 70,80 %  |
| Украинский | 4 937             | 28,18 %  |
| Другое     | 179               | 1,02 %   |
| Итого      | 17 518            | 100,00 % |

## История
Основан в 1964 году в связи с началом освоения угольного района Южного Донбасса. С 1969 года — посёлок городского типа.
Планировался как крупный промышленный город с населением до 100 000 жителей и более 10 шахт. Но в 1970-е годы разработка угольных месторождений Южного Донбасса была признана менее перспективной, чем разработка в Кузбассе.
С 1964 года посёлок назывался Южный и относился к Петровскому району города Донецка, потом был переименован в Угледар.
По состоянию на 1983 год численность населения составляла 8800 человек, в населённом пункте работали каменноугольная шахта, дом быта, средняя школа, больничный комплекс, кинотеатр и две библиотеки.
С 1991 по 2020 год имел статус города областного значения.

### Российско-украинская война

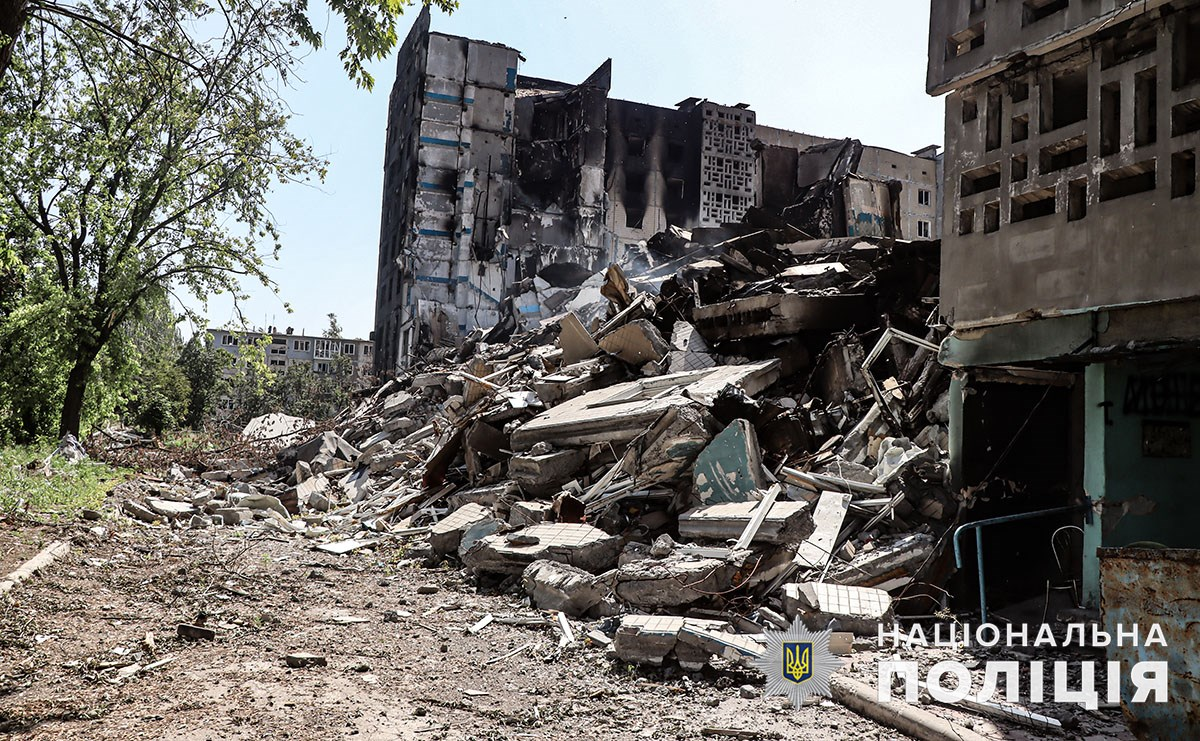
Разрушенные дома в Угледаре, август 2023 года

По данным Human Rights Watch, в первый день российского вторжения в Украину, 24 февраля 2022 года Угледар был поражён российской ракетой ракетного комплекса «Точка-У» с кассетным боеприпасом. Ракета упала рядом с больницей, убив четырёх гражданских лиц и ранив ещё десятерых. Позднее начались бои за город. В феврале 2023 года под Угледаром произошло «крупнейшее танковое сражение войны» (по заявлениям украинских военных). Во время боёв 72-я омехбр удержала город и нанесла наступавшим российским 155-й и 40-й бригадам морской пехоты очень тяжелые потери, только визуально подтверждённые потери бронетехники составили 130 единиц (танков, БМП и БТР).
По данным местных властей, к 2023 году в ходе боёв пострадали все здания и вся инфраструктура города. Из довоенного населения около 15 тысяч человек к февралю 2023 года в Угледаре остались меньше 500, а к июлю — меньше 100.
В 2024 году город был полностью разрушен. 1 октября 2024 года город был оккупирован российскими войсками.

## Экономика

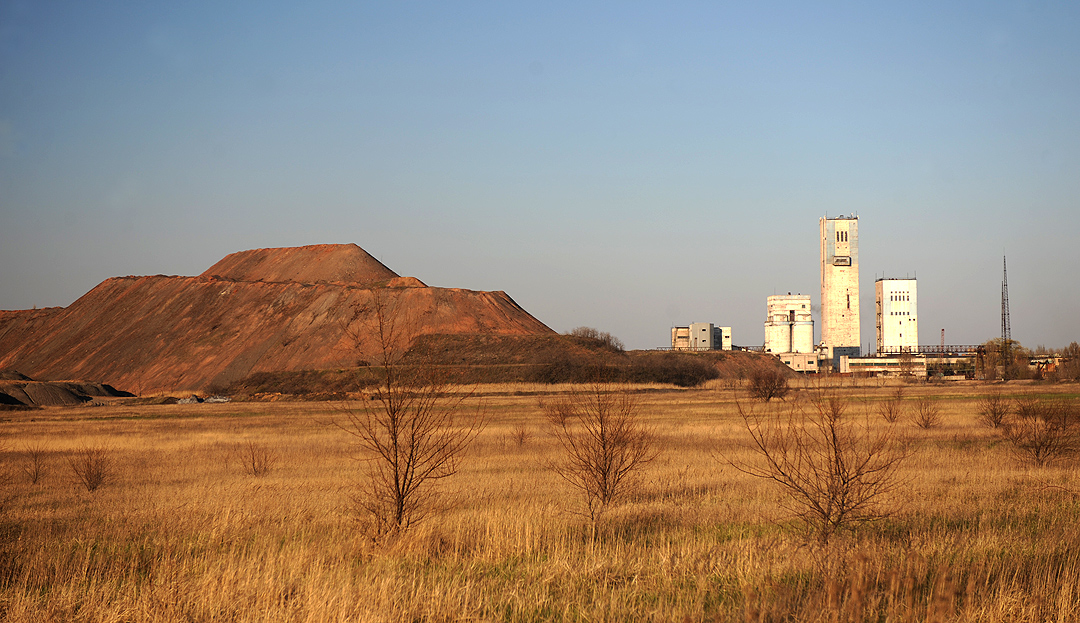
Шахта «Южнодонбасская № 1»

Добыча каменного угля (шахта «Южнодонбасская № 1», шахта «Южнодонбасская № 3») — в 2003 году было добыто 2 682 тыс. тонн. В перспективе — строительство восьми новых угольных шахт. В Угледаре может получить развитие добыча угольного метана: только на горном отводе шахта «Южнодонбасская № 3» в угольных пластах содержится 2 115 млн м³ газа, в пропластках и песчаниках — 1 352 млн м³ газа.
Завод-производитель «Идеал» — производство металлопластиковых окон и дверей, стеклопакетов; предприятие, динамически развивавшееся, завоевало награду «Предприятие года 2010». Стройуправления № 2 и № 5 «Донецкшахтострой». Пищевые предприятия. Более 80 % занятых в народном хозяйстве трудились в промышленности.
Объём промышленного производства — 256 млн гривен (на 1 жителя — 15 403 грн.). Индекс промышленной продукции — 89,9 % в 2003 году к 1990 году. Выбросы вредных веществ в 2003 году в атмосферный воздух от источников загрязнения города — 19,9 тыс. тонн.

## Достопримечательности
- Памятник шахтёрской славы (бульвар Шахтёрский)
- Памятник воинской славы 13 десантников, погибших во время Великой Отечественной за близлежащие земли (ул. Магистральная)
- Памятник Тарасу Шевченко (бульвар Шахтёрский)

## Социальная сфера
- Центр занятости.
- Общежитие.

## Образование
- Угледарский колледж Донецкого государственного университета управления.
- Школа искусств.
- Политехнический лицей и 3 школы (2 200 учащихся, 500 педагогов).
- 3 детсада (400 детей).
- 2 библиотеки.

## Медицина
- Больница (на 120 коек, 52 врачей и 311 медработников).

## Развлечения и досуг
- Культурно-досуговый центр (ул. 30-летия Победы).
- Клуб семейного досуга «Позитив» (ул. Трифонова 9)
- Студия заботливых родителей «Гармония» (ул. 13 Десантников,3)
- Зал обрядовых услуг (ул. 13-ти Десантников).
- Молодёжный центр «Оникс».
- Бары «Оскар», «ЛЮДМИЛА», «Марсель»
- «Медина» (местный рынок)

## Спорт и здоровый образ жизни
- Детская юношеская спортивная школа (ул. Мира).
- Спорт-клуб «Богатырь».
- Туристический клуб.